# Abia (stan)

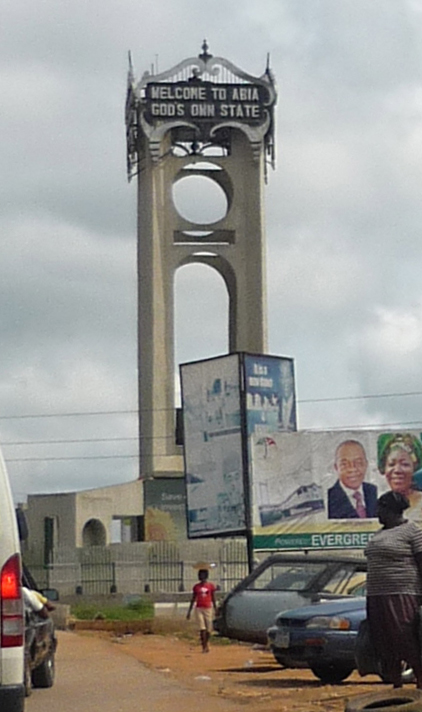
Abia

Abia – stan w południowej części Nigerii.
Stan Abia został utworzony w 1991 ze stolicą w Umuahia. Znajduje się w południowej części kraju, pomiędzy stanami Akwa Ibom, Cross River, Ebonyi, Enugu, Anambra, Imo oraz Rivers. Jest zamieszkany głównie przez członków ludu Ibo.
Sprzyjający klimat i dobre gleby pozwalają rozwijać uprawę jamsu, kukurydzy, ziemniaków, ryżu, nerkowca, banana zwyczajnego i kassawy. Na terenie stanu znajdują się także bogate złoża ropy naftowej.
W stanie Abia mają swą siedzibę wyższe uczelnie: Federal University of Agriculture, Abia State University (najlepszy stanowy uniwersytet w kraju) i Abia State Polytechnic.

## Administracja
Stan Abia jest podzielony na 17 lokalnych obszarów rządowych:
| - Aba Północna - Aba Południowa - Arochukwu - Bende - Ikwuano - Isiala Ngwa Północna - Isiala Ngwa Południowa - Isuikwuato - Obi Ngwa | - Ohafia - Osisioma Ngwa - Ugwunagbo - Ukwa Wschód - Ukwa Zachód - Umuahia Północna - Umuahia Południowa - Umu Nneochi |